# مارک بان (بازیکن فوتبال اهل انگلستان)
مارک بان (انگلیسی: Mark Bunn؛ زادهٔ ۱۶ نوامبر ۱۹۸۴) بازیکن فوتبال اهل انگلستان است.

## باشگاهی
از باشگاه‌هایی که در آن بازی کرده‌است می‌توان به شفیلد یونایتد، باشگاه فوتبال نورث‌همپتون تاون، بلکبرن روورز، لستر سیتی، باشگاه فوتبال نوریچ سیتی، تاتنهام هاتسپر، و استون ویلا اشاره کرد.